# Philipp Johann Heinrich Fauth
Philipp Johann Heinrich Fauth (né le 19 mars 1867 à Bad Dürkheim et mort le 4 janvier 1941 à Grünwald) était un sélénographe et enseignant allemand.

## Biographie
Comme astronome amateur, il étudia les formations sur la Lune avec une grande énergie et méticulosité. Il compila un atlas très détaillé de la Lune entre 1884 et 1940 (qui ne fut pas complètement publié avant 1964, et est recherché actuellement comme livre rare). Son Unser Mond fut édité à Brême en 1936. 
Travaillant dans un observatoire à Landstuhl, Fauth représenta la Lune sur 24 secteurs. Fauth réalisa son immense travail à la même époque où les avancées faites en photographie permirent une description plus fiable et précise de la surface lunaire.
En 1913, avec son coauteur Hans Hörbiger, il publia sa théorie maintenant obsolète de la Glace Cosmique (Glacial Kosmogonie) qui fut ensuite étudiée par Hans Schindler Bellamy.
En 1939, Heinrich Himmler lui donna le titre de professeur, bien que Fauth n'ait jamais enseigné à l'université ni obtenu de doctorat. Fauth était membre du NSDAP et travaillait en tant que scientifique et officier SS pour le SS-Ahnenerbe.
Deux ans plus tard, il mourut à Grünwald, en Bavière. 
Le cratère Fauth (en) sur la Lune porte son nom.